# Microtomo

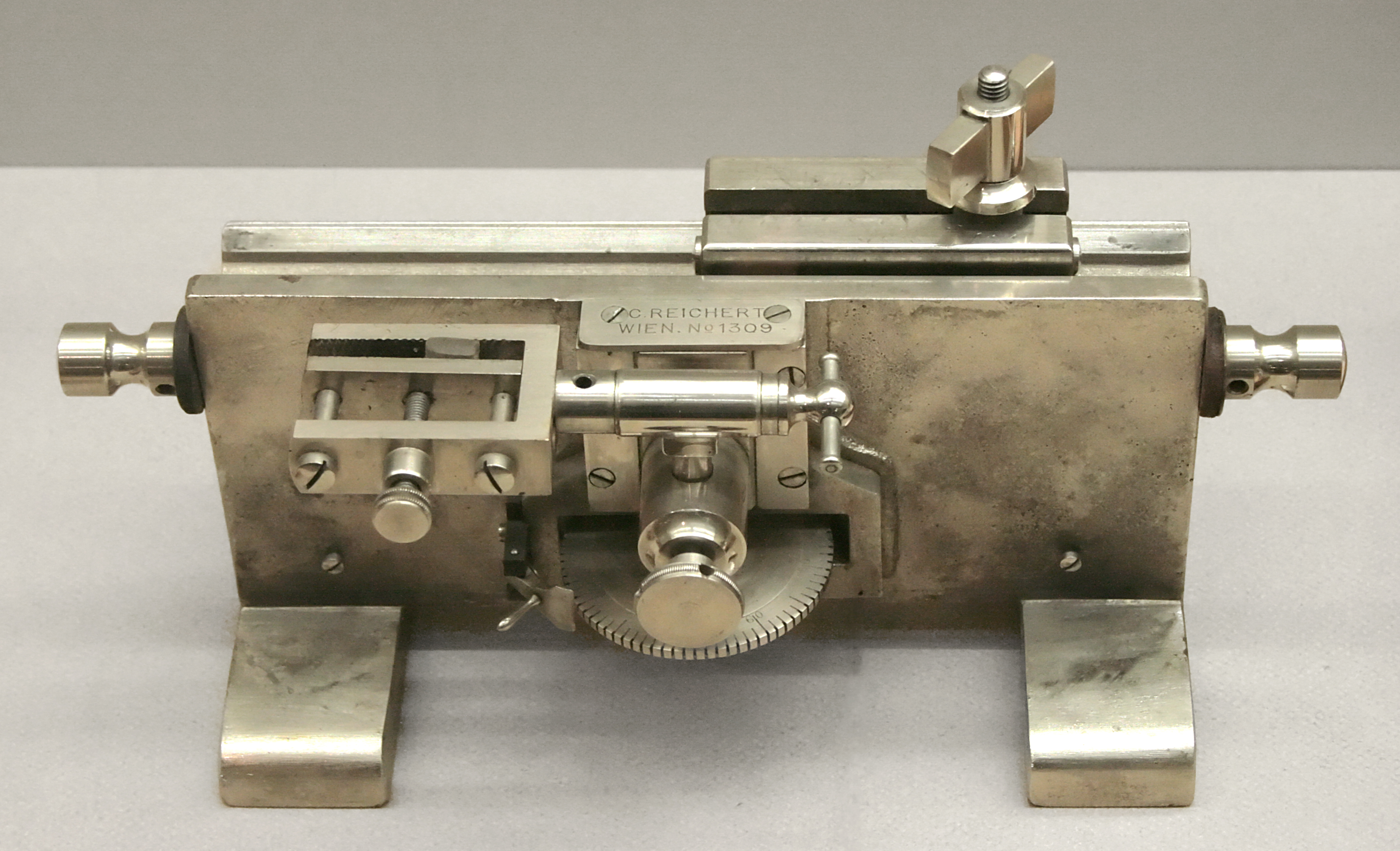
Microtomo de 1905.

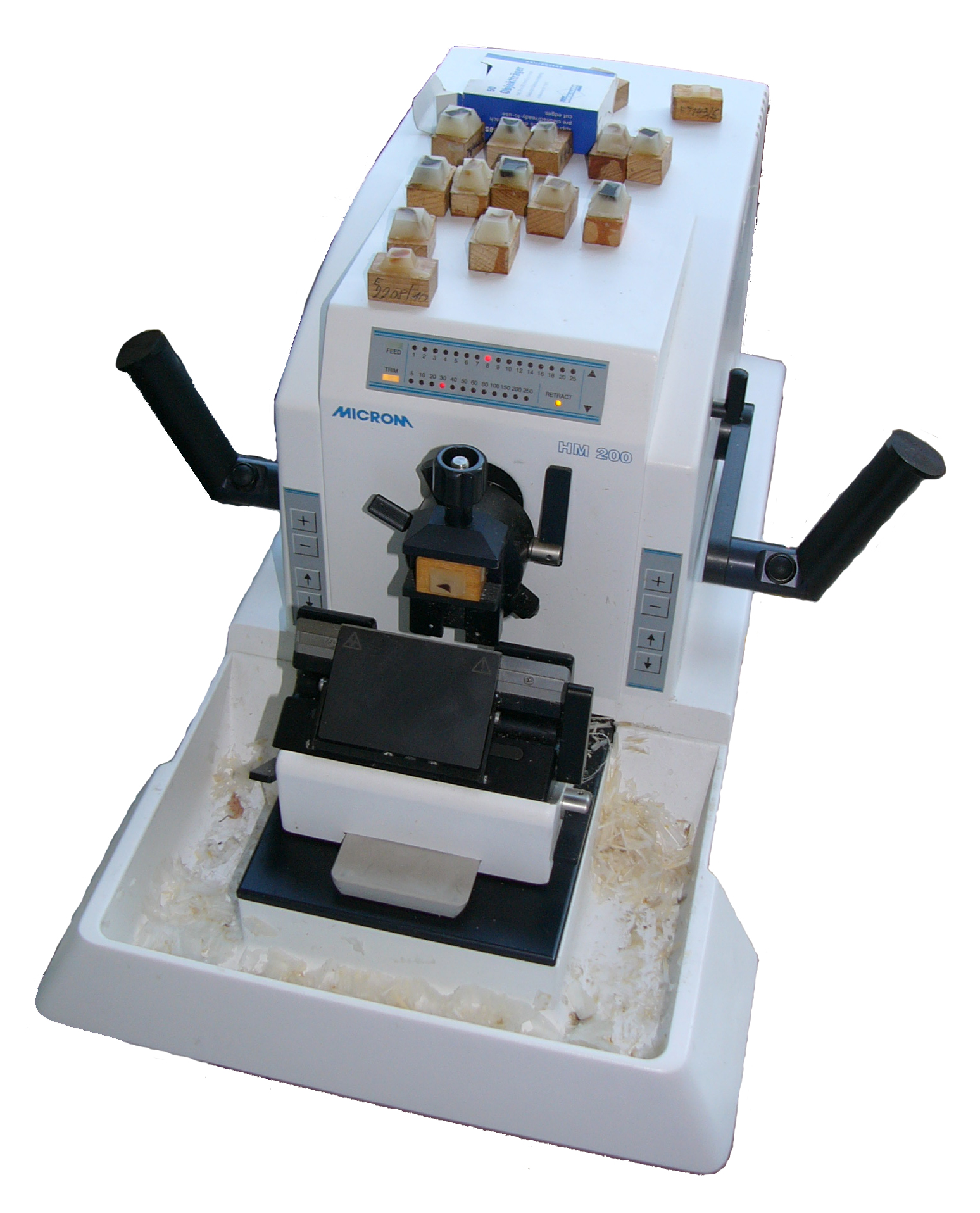
Microtomo eléctrico.

Un microtomo (del griego mikros, que significa "pequeño", y tomo, que significa "parte" o "división") es un instrumento de corte que permite obtener rebanadas muy finas de material, conocidas como secciones. Los microtomos son un instrumento importante de la microscopía porque permiten la preparación de muestras para su observación en el microscopio óptico o en el electrónico de transmisión. Los microtomos utilizan cuchillas de acero, vidrio o diamante, dependiendo del tipo de muestra que se esté cortado en lonjas y del grosor deseado de las secciones del corte.
Las cuchillas de acero se utilizan para preparar secciones de tejidos blandos animales o vegetales para estudios en el contexto de la histología o de la industria como corcho, madera balsa y otros como arcillas húmedas, gelatinas densas, poliestireno expandido para microscopía de luz.
Las cuchillas de vidrio se utilizan para preparar secciones para microscopía de luz y para cortar secciones muy delgadas para microscopía electrónica. Existe una máquina especial para cortar las cuchillas de vidrio y estas tengan el tamaño, grosor y filo para poder realizar los cortes ya que son muy delicados. Las cuchillas de diamante (de grado industrial) son utilizadas para cortar materiales duros como el hueso, los dientes y materia vegetal como, maderas duras, etc, tanto para microscopía de luz como para microscopía electrónica.

## Características
Técnicas en el contexto de la histología, aunque más habitualmente, tales muestras de tejidos suelen ser tejidos con patologías, removidos previamente por biopsia, y se desea saber de cual patología se trata, con fines médicos. Los órdenes de sección de corte habituales en la microtomía son de 1 a 50 micras, pero varían según el tipo de muestra y según el microscopio en el que se desee observar la muestra.
Debido a que los tejidos blandos son imposibles de cortar de manera uniforme, se procede siempre a su endurecimiento. La forma de obtener este endurecimiento distingue los tres tipos principales de técnicas de microtomía:
- Técnica histológica tradicional: los tejidos son endurecidos substituyendo el agua por parafina utilizando la técnica de infiltración y teñidos para aumentar la visibilidad de las estructuras celulares. Los cortes en esta técnica suelen tener un grosor entre 2 y 10 micrómetros. Esta técnica es lenta y laboriosa, requiriendo al menos de 15 o 16 horas para obtenerse una muestra válida para el corte.
- Criosección: en esta técnica los tejidos son endurecidos por congelación. Esta técnica se utiliza para los tejidos que no soportan el proceso impuesto por la técnica histológica tradicional, o cuando se requiere de resultados inmediatos (esta técnica es mucho más veloz que la primera, 5-10 minutos). Se usa una variante del micrótomo denominada criostato, alojado en una cámara de congelación, que puede alcanzar temperaturas de hasta -35 °C según el modelo. Se suele trabajar a temperaturas de entre -20 y -25 °C.
- Microscopía electrónica: los tejidos son embebidos en resina epóxica y luego se utiliza un microtomo equipado con una hoja de vidrio o diamante para cortar secciones muy finas (típicamente de 60 a 100 nanómetros). Los cortes de resina con material biológico se colocan en rejillas de cobre, plata u oro muy pequeñas como medio de soporte.  Las secciones se tiñen normalmente con Uranilo- Plomo y se examinan con un microscopio electrónico de transmisión. A menudo a este instrumento se lo denomina ultramicrotomo.